# Austrotinodes cekalovici
Austrotinodes cekalovici is een schietmot uit de familie Ecnomidae. De soort komt voor in het Neotropisch gebied.